# Alemán suizo de Argentina

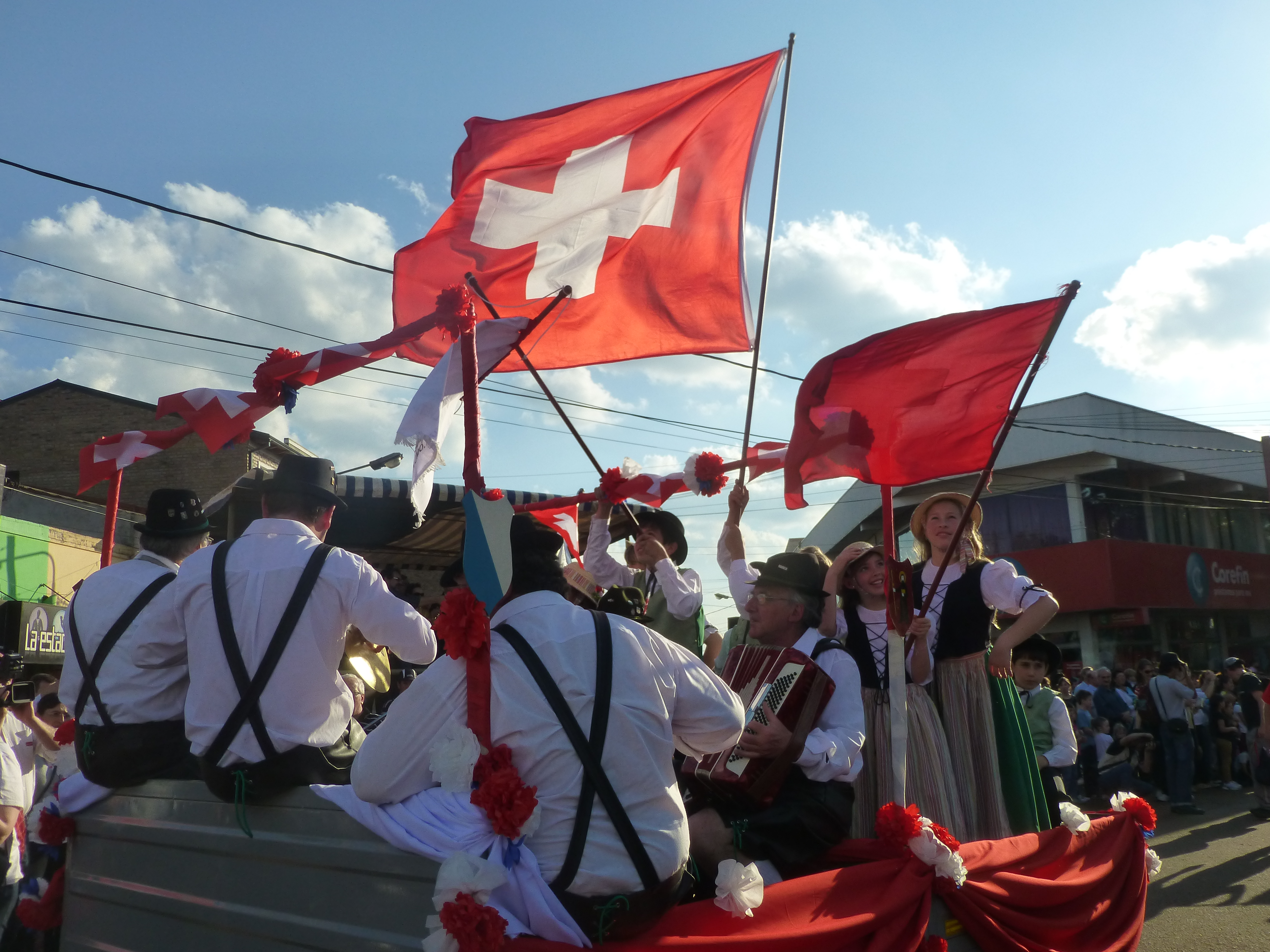
Colectividad suiza durante el desfile de inauguración de la XXXIV Fiesta Nacional del Inmigrante en Oberá, provincia de Misiones.

El alemán suizo de Argentina (Argentinien-Schwyzertütsch) es un dialecto del alemán hablado en dicho país sudamericano, es una variedad del alemánico, un tipo de alemán superior. Es hablado mayoritariamente por argentinos de origen suizo y sus descendientes, muchos de ellos llegados en el siglo XIX durante la época de la gran inmigración europea.